# Eishockey-Europapokal 1969/70
Der Eishockey-Europapokal in der Saison 1969/70 war die fünfte Austragung des gleichnamigen Wettbewerbs durch die Internationale Eishockey-Föderation IIHF. Der Wettbewerb begann im September 1969; das Finale wurde erst im Oktober 1970 ausgespielt, damit während der Saison 1970/71. Von den ursprünglich 17 gemeldeten Mannschaften aus 16 Ländern nahmen insgesamt 16 Mannschaften aus 15 Ländern teil. Der ZSKA Moskau verteidigte im rein sowjetischen Finale gegen Spartak Moskau seinen Vorjahrestitel.

## Modus und Teilnehmer
Die Landesmeister des Spieljahres 1968/69 der europäischen Mitglieder der IIHF sowie der Titelverteidiger HK ZSKA Moskau waren für den Wettbewerb qualifiziert.
Der Wettbewerb wurde im K.-o.-System in Hin- und Rückspiel ausgetragen. Der Titelverteidiger ZSKA Moskau sowie der sowjetische Meister Spartak Moskau waren dabei für das Halbfinale gesetzt.
| - HC Gröden - EC Klagenfurter AC - Leksands IF - HIFK Helsinki - Esbjerg IK - EV Füssen - SHC Saint Gervais - HC La Chaux-de-Fonds | - Dosza Újpest Budapest - ZSKA Sofia - Podhale Nowy Targ - HK Jesenice - SG Dynamo Weißwasser - ASD Dukla Jihlava - Spartak Moskau (gesetzt für das Halbfinale) - ZSKA Moskau (Titelverteidiger; gesetzt für das Halbfinale) - Vaalerengen Oslo |

## Turnier

### 1. Runde
Die Spiele fanden im September und Oktober 1969 statt.
|                       |                      | Gesamt    | 1. Spiel | 2. Spiel     |
| --------------------- | -------------------- | --------- | -------- | ------------ |
| HC Gröden             | EC Klagenfurter AC   | 5:11      | 4:6      | 1:5          |
| Leksands IF           | HIFK Helsinki        | 10:9      | 8:2      | 1:7, PS: 5:2 |
| Esbjerg IK            | EV Füssen            | 3:15      | 1:6      | 2:91         |
| SHC Saint Gervais     | HC La Chaux-de-Fonds | 0:14      | 0:6      | 0:8          |
| Dosza Újpest Budapest | HK ZSKA Sofia        | 9:8       | 4:5      | 5:3          |
| Podhale Nowy Targ     | HK Jesenice          | 12:6      | 10:2     | 2:4          |
| SG Dynamo Weißwasser  | Vaalerengen Oslo     | kampflos2 |          |              |

1Rückspiel in Herning

2Rückzug der Mannschaft von Vaalerengen Oslo im August 1969

Freilos erhielt:  ASD Dukla Jihlava

### 2. Runde
Die Spiele fanden im November 1969 statt.
|                    |                       | Gesamt | 1. Spiel | 2. Spiel |
| ------------------ | --------------------- | ------ | -------- | -------- |
| EC Klagenfurter AC | Dosza Újpest Budapest | 12:6   | 8:3      | 4:3      |
| EV Füssen          | HC La Chaux-de-Fonds  | 2:3    | 1:1      | 1:2      |
| Leksands IF        | SG Dynamo Weißwasser  | 12:7   | 7:3      | 5:4      |
| ASD Dukla Jihlava  | Podhale Nowy Targ     | 16:5   | 11:1     | 5:4      |

### 3. Runde
Die Spiele zwischen Klagenfurt und Jihlava fanden am 5. und 6. Dezember 1969, die Spiele zwischen La Chaux-de-Fonds und Leksands am 11. und 12. September 1970 statt.
|                      |                   | Gesamt | 1. Spiel | 2. Spiel |
| -------------------- | ----------------- | ------ | -------- | -------- |
| EC Klagenfurter AC   | ASD Dukla Jihlava | 6:15   | 4:7      | 2:82     |
| HC La Chaux-de-Fonds | Leksands IF       | 2:13   | 1:83     | 1:54     |

2Rückspiel ebenfalls in Klagenfurt.
3Spiel in Lyss.
4Spiel in La Chaux-de-Fonds.

### Halbfinale
Der Titelverteidiger ZSKA Moskau und der sowjetische Meister Spartak Moskau waren für das Halbfinale gesetzt. Die Spiele fanden am 16. und 18./19. September 1970 statt.
|                   |                | Gesamt | 1. Spiel | 2. Spiel |
| ----------------- | -------------- | ------ | -------- | -------- |
| Leksands IF       | ZSKA Moskau    | 3:12   | 2:6      | 1:65     |
| ASD Dukla Jihlava | Spartak Moskau | 5:12   | 3:4      | 2:8      |

5Rückspiel ebenfalls in Leksand.

### Finale
| 8. Oktober 1970 | Spartak Moskau W. Starschinow (19.) A. Jakuschew (47.) W. Gurejew (49.) | 3:2 (1:2, 0:0, 2:0) | ZSKA Moskau W. Kuskin (6.) W. Charlamow (13.) | Moskau Zuschauer: 14.000 |

| 10. Oktober 1970 | ZSKA Moskau B. Michailow (2.) A. Firsow (12.) J. Mischakow (33.) Torschütze unbekannt (45.) J. Moissejew (50.) W. Petrow (52.) W. Wikulow (54.) A. Firsow (55.) | 8:5 (2:1, 1:3, 5:1) | Spartak Moskau A. Martynjuk (20.) J. Simin (24.) A. Sewidow (25.) W. Migunko (30.) W. Starschinow (44.) | Moskau Zuschauer: 14.000 |

## Siegermannschaft
| Europapokalsieger ZSKA Moskau | Torhüter: Wladislaw Tretjak Verteidiger: Sergei Gluchow, Alexander Gussew, Wiktor Kuskin, Wladimir Luttschenko, Alexander Ragulin, Igor Romischewski, Gennadi Zygankow Angreifer: Wjatscheslaw Anissin, Juri Blinow, Waleri Charlamow, Anatoli Firsow, Boris Michailow, Jewgeni Mischakow, Juri Moissejew, Wladimir Petrow, Wiktor Polupanow, Wladimir Trunow, Wladimir Wikulow Cheftrainer: Anatoli Tarassow |